# Charles Scheer
Pour les articles homonymes, voir Scheer (homonymie).
Charles Israël Victor Scheer, né le 24 août 1871 et mort le 5 février 1936 à Strasbourg (Bas-Rhin), est un pasteur de l’Église réformée alsacienne et un parlementaire français. 

## Biographie
Charles Scheer est né à Strasbourg dans le quartier de la Krutenau. Son père, également prénommé Charles, était professeur au gymnase protestant de Strasbourg au moment de sa naissance.
Il est tout d'abord pasteur réformé à Mulhouse. Pendant la guerre de 1914-1918, il témoigne de son attachement à la France, alors que l'Alsace est territoire allemand, ce qui lui vaut d'être exilé durant les dernières années du conflit, à Hermannsburg (province de Prusse-Orientale), puis interné à Göttingen. Après la guerre, il est élu député du Haut-Rhin, sur la liste du Bloc national, en 1919, puis réélu en 1924.
Il perd son mandat parlementaire en 1929 et redevient pasteur de Mulhouse.
Le 12 avril 1929, il est fait chevalier de la Légion d'honneur, sur recommandation du préfet pour patriotisme français et attachement à l'Alsace.
En 1930, il est recruté comme maître de conférences en théologie pratique à la Faculté de théologie protestante de l'université de Strasbourg. Il est engagé dans l'action œcuménique et participe notamment à l'Assemblée œcuménique de Stockholm (1925) et à celle de Lausanne (1927). Il décède à Strasbourg en 1936.

## Sources
- « Charles Scheer », dans le Dictionnaire des parlementaires français (1889-1940), sous la direction de Jean Jolly, PUF, 1960 [détail de l’édition]